# Verzögerungslinie
Verzögerungslinie (VZL) ist ein militärischer Fachbegriff. Er beschreibt eine Führungslinie zur räumlichen und zeitlichen Regelung von Operationen im Verzögerungsgefecht. Verzögerungslinien werden quer zur vermuteten Angriffsrichtung des Feindes in Geländeabschnitten festgelegt, die der Truppe den Zusammenhalt der Operationsführung erleichtern, ihr aber auch Rückhalt für eine zeitlich begrenzte Verteidigung bieten können. Sie sollen im Gelände auch bei Nacht leicht auffindbar sein.